# جان کمپتون
جان کمپتون (انگلیسی: John Compton; زاده ۲۹ آوریل ۱۹۲۵ – درگذشته ۷ سپتامبر ۲۰۰۷) سیاستمدار اهل سنت لوسیا بود. وی سه بار در سال‌های ۱۹۷۹، ۱۹۸۲–۱۹۹۶ و از ۲۰۰۶–۲۰۰۷ نخست‌وزیر این کشور بود.
جان کمپتون در ۷ سپتامبر ۲۰۰۷، در سن ۸۲ سالگی بر اثر سکته مغزی درگذشت.